# نیمه‌شب (فیلم ۱۹۲۲)
نیمه‌شب (انگلیسی: Midnight) یک فیلم صامت درام است که در سال ۱۹۲۲ منتشر شد.